# 請等一下！
《請等一下！》（チョトマテクダサイ!）是日本的女子偶像組合S/mileage的第9張單曲，於2012年2月1日由hachama發售。

## 概要
- 此單曲有5個版本，分別有「初回生産限定盤A - D」和「CD ONLY」。「初回生産限定盤A - C」收錄了《請等一下！》的PV。
- 「初回生産限定盤A - C」收錄了B面曲《Chance到來！》；「初回生産限定盤D」收錄了B面曲《S/mileage單曲 Gekiatsu Remix》，曲目包括《Please Miniskirt Postwoman!》、《以相同時薪工作著朋友的美人媽媽》和《雖然明天就要約會了，但現在就想聽到你的聲音》；「CD ONLY」收錄了女歌手藤本美貴的《涙 GIRL》。
- 在2月13日於Oricon公信榜單曲週榜取得第6位。

## 收錄内容

### CD（初回生産限定盤A - C）
1. 請等一下!
（作詞、作曲：淳君　編曲：平田祥一郎）
2. Chance到來!（チャンス到来!）
（作詞、作曲：淳君　編曲：板垣祐介）
3. 請等一下!（Instrumental）

### CD（初回生産限定盤D）
1. 請等一下!
2. S/mileage單曲 Gekiatsu Remix（スマイレージシングルス 激アツリミックス）
曲目為《Please Miniskirt Postwoman!》、《以相同時薪工作著朋友的美人媽媽》和《雖然明天就要約會了，但現在就想聽到你的聲音》
3. 請等一下!（Instrumental）

### CD（CD ONLY）
1. 請等一下!
2. 涙 GIRL
（作詞、作曲：淳君　編曲：板垣祐介）
3. 請等一下!（Instrumental）

### DVD（初回生産限定盤A）
1. 請等一下!（Dance Shot Ver.）

### DVD（初回生産限定盤B）
1. 請等一下!（全員集合 Ver.）

### DVD（初回生産限定盤C）
1. 請等一下!（Dance Shot Ver. II）

## 外部連結
- 官方網站 （页面存档备份，存于）（日語）
- YouTube上的スマイレージ 『チョトマテクダサイ!』 (MV)（日語）